# Lactarius scoticus
Lactarius scoticus é um fungo que pertence ao gênero de cogumelos Lactarius na ordem Russulales. Encontrado na América do Norte, foi descrito cientificamente pelos micologistas britânicos Miles Joseph Berkeley e Christopher Edmund Broome em 1879.